# Щелкун альпийский
Альпийский щелкун (лат. Hypnoidus alticola) — вид жуков-щелкунов из подсемейства Hypnoidinae.

## Распространение
Встречается в центральном и восточном Тянь-Шане. Представитель вида был обнаружен в Кыргызстане.

## Описание
Длина до 10 мм. Тергиты сегментов брюшка и площадки каудального сегмента морщинисто-точечные.

## Экология и местообитания
Населяет берега ручьёв и рек на высоте от 2500 до 3000 метров над уровнем моря.